# Borgarfjörður (Arnarfjörður)
Il Borgarfjörður è un piccolo fiordo che si dirama dall'Arnarfjörður, nella regione dei Vestfirðir, i fiordi occidentali dell'Islanda.

## Descrizione
Il Borgarfjörður è la diramazione più settentrionale del vasto fiordo Arnarfjörður, situato nella porzione nord occidentale dell'Islanda.
Il fiordo è delimitato da Hjallkárseyri a nord e dal Meðalnestá a sud; è largo meno di 2 chilometri e si estende per circa 5 km nell'entroterra.

## Centrali idroelettriche
Il fiume Mjólká scorre verso il fondo del Borgarfjörður, ed è stato imbrigliato per costruirvi la centrale idroelettrica Mjólkárvirkjun. La prima centrale è stata costruita tra il 1956 e il 1958, la seconda tra il 1973 e il 1975. Entrambe le centrali utilizzano lo stesso edificio e le stesse strutture. La centrale elettrica più vecchia produce 2,4 MW e la più recente 5,7 MW per un totale complessivo di 8 MW. L'agenzia governativa Orkubú Vestfjarðar, fondata nel 1978, ha rilevato e gestisce l'attività della Mjólkárvirkjun.
Nel fiordo, oltre alla centrale, vi sono le fattorie Borg e Rauðsstaðir, attualmente abbandonate.

## Accessibilità
La strada S60 Vestfjarðavegur proviene dall'adiacente baia Dynjandisvogur che è posta a sud del fiordo. La strada fa il giro attorno al fiordo e prosegue in direzione della cittadina di Ísafjörður.